# ネイザン・ベイカー (サッカー選手)
ネイザン・ルーク・ベイカー（Nathan Luke Baker、1991年4月23日 - ）は、イングランド・ウェスト・ミッドランズ州ウスター出身の元サッカー選手。現役時代のポジションはディフェンダー。
ネイサン・ベイカーと表記されることもある。

## 経歴

### クラブ
アストン・ヴィラFCの下部組織で育ち、2009年にトップチームへ昇格した。2015年7月31日、アストン・ヴィラと4年の契約延長で合意に達したと発表した。
2017年7月28日、2015-16シーズンにも在籍していたブリストル・シティFCに完全移籍。
2022年8月29日、現役引退を表明した。

### 代表
U-19からU-21のイングランド代表歴がある。2011年のFIFA U-20ワールドカップでは全試合に出場した。UEFA U-21欧州選手権2013の予選にも出場している。